# Eeny Teeny Maya Moe
"Moe e Maya pequenininos" é o décimo sexto episódio da 20ª Temporada de Os Simpsons.

## Sinópse
Homer está assistindo um jogo de hóquei e bem na hora do placar final, Marge desliga a Televisão e o questiona sobre o tempo que ele passa com Maggie. Homer ignora o aviso de Marge e liga a TV; só que o jogo já acabou e ele queria saber o placar. Marge manda Homer passar mais tempo com Maggie, pois ela "mal sabe quem é o pai dela". Homer vai passear com Maggie em vários cantos até chegar a Taverna do Moe, onde Homer deixa Maggie na mesa de sinuca enquanto fala com Moe, que está limpando o bar. Enquanto limpava o bar, Moe encontra uma janela, e de lá ele e Homer vêm um parquinho onde Maggie podia passar o tempo enquanto Homer se embebedava. Todos no bar dão atenção à Maggie, menos Moe, que logo dá um tiro para poder chamar a atenção de todos.
Agora com a atenção de todos, Moe lhes conta uma novidade: enquanto ele estava na biblioteca pública, conversando na internet, ele conheceu uma garota chamada Maya, que o chamou de gato ao ver sua foto e que logo eles se apaixonaram e marcaram um encontro ali no bar. Marge liga para o bar do Moe atrás de Homer. Enquanto isso, os bebês do parquinho intimidavam Maggie, ameaçando batê-la, mas bem na hora, Homer a tirou de lá. Às oito horas, Moe esperava ansiosamente Maya e quando ela chegou ele achou que levou um fora, pois não a viu. Quando olhou para baixo, ele viu que Maya mal tinha um metro de altura e logo ele fica sem-graça. Moe diz que achava que ela fosse mais alta ao ver sua foto, e Maya explica que ela tirou a foto no parque da Lego, "LEGOLAND". Moe logo convida Maya para sair, e depois eles se beijam. No dia seguinte, Moe estava completamente apaixonado e queria melhorar o bar para Maya.
No parquinho, os bebês ficavam intimidando Maggie através do bongô e logo um deles avança em Maggie, mas Homer novamente a tira de lá na hora. Na merenda, Maggie parece assustada com algo e não come direito, e Marge fica preocupada. Enquanto asistia os comerciais, Marge viu a propaganda de uma câmera secreta que vigia os bebês e ela decide comprá-la para usar em Maggie. Maya questiona que Moe não a tenha apresentado a ninguém que conheça, e Moe decide apresentá-la àos Simpsons. Quando Marge vai assistir o que foi gravado na câmera, Maya e Moe visitam os Simpsons, Homer diz para Moe levá-la para o altar logo. Eles e os Simpsons vão até o cais para se divertir e tirar fotos. Moe decide pedir Maya em casamento, mas ele acaba a espantando com várias "piadas minúsculas". Com a ajuda de Lenny, Moe decide se "encolher" para ficar do mesmo tamanho de Maya, mas Maya se despede de Moe para sempre. Enquanto isso, Marge finalmente vê o que está acontecendo com Maggie, e dessa vez, Homer bate nos meninos que a intimidavam, só que um deles contra-ataca e Maggie o soca. Moe sente falta de Maya e ilustra uma foto deles.